# Strandkrinum
Strandkrinum (Crinum asiaticum) är en mångformig art i krinumsläktet från Mauritius, tropiska Sydostasien och Oceanien där den växer nära stränder och i mangrove-träsk. Arten odlas ibland som krukväxt.

## Beskrivning
Strandkrinum är storvuxen och mycket varierande. Löken kan bli 10-12,5 cm i diameter med en lökhals som blir 15-23 cm lång. Bladen är 90-120 cm långa och 7,5-13 cm vida, bandlika. Blomstjälk 45-60 cm lång. Blommor 20-150 eller fler, 12-16 cm i diameter, vita med utbredda blomblad, doftande. Blompipen är rak, grön, 7,5-10 cm lång.
Några varieteter erkänns:
- var. asiaticum
- var. japonicum
- var. pedunculatum
- var. sinicum

Artepitetet asiaticum (lat.) betyder asiatisk.

## Sorter
- 'Chai Mong Kol' - (Thailand) har vridna och skruvade blad.
- 'Cuprifolium' - blad med rödaktig ton.
- 'Han Ire' ('Starstruck') - en sort av varieteten japonicum med gulprickiga blad.
- 'Sunray' - en sort av varieteten japonicum med gulstrimmiga blad.
- 'Variegatum' - har blad som är strimmiga i gräddvitt och ljusgult, och är egentligen ett samlingsnamn för flera variegerade kloner.

## Odling
Placeras ljust men med skydd för stark sol. Planteras i väldränerad jord i en stor kruka. Vuxna exemplar kan behöva 120-150-liters urna. Vattnas regelbundet och de skall helst inte torka ut helt, vintertid något torrare. Arten vissnar inte ner som en del andra arter, utan har blad hela året. Rumstemperatur, övervintras helst svalt 10-16 °C. Svag gödning regelbundet under tillväxtsäsongen. Förökas genom delning eller frön.

## Synonymer
var. asiaticum
- Amaryllis carnosa Hook.f.
- Bulbine asiatica (L.) Gaertner
- Crinum albiflorum Noronha, nom. inval.
- Crinum amabile Donn ex Ker Gawl.
- Crinum amabile var. augustum (Roxb. ex Ker Gawl.) Ker Gawl.
- Crinum americanum de Candolle nom. illeg.
- Crinum angustifolium Herb. ex Steud. nom. inval.
- Crinum anomalum Herb.
- Crinum asiaticum var. declinatum Herb.
- Crinum asiaticum var. procerum (Herb. et Carey) Baker
- Crinum augustum Roxb. ex Ker Gawl.
- Crinum bancanum Kurz
- Crinum bracteatum Willd.
- Crinum brevifolium Roxb.
- Crinum carinifolium Stokes
- Crinum cortifolium Hallier f.
- Crinum declinatum Herb.
- Crinum floridum Fraser ex Herb., nom. illeg.
- Crinum giganteum Blanco
- Crinum hornemannianum M.Roem.
- Crinum macrantherum Engl.
- Crinum macrocarpum Carey ex Kunth
- Crinum macrophyllum Hallier f.
- Crinum northianum Baker
- Crinum plicatum Livingstone ex Hook.
- Crinum procerum Herb. et Carey in W.Herbert
- Crinum procerum subvar. kaaawanum Hannibal, 1970-71
- Crinum procerum subvar. splendens Hannibal, 1970-71
- Crinum redouteanum M.Roem.
- Crinum rigidum Herb.
- Crinum rumphii Merr.
- Crinum sumatranum Roxb. ex Ker Gawl.
- Crinum superbum Roxb.
- Crinum toxicarium Roxb. ex Hornem.
- Crinum umbellatum Carey ex Herb.
- Crinum woolliamsii Lester Stuart Hannibal
- Crinum zanthophyllum Hannibal
- Haemanthus pubescens Blanco, nom. illeg.
- Lilium pendulum Noronha

var. japonicum Baker, 1888
- Crinum asiaticum var. declinatum (Herb.) C.B.Clarke
- Crinum declinatum Herbert, 1821
- Crinum japonicum (Baker) Hannibal, 1972 nom. illeg.
- Crinum maritimum Siebold, 1949

var. sinicum (Roxburgh ex Herbert) Baker, 1888
- Crinum chinense Lodd. ex Kunth
- Crinum sinicum Roxburgh ex Herbert, 1820